# Ariane Toro

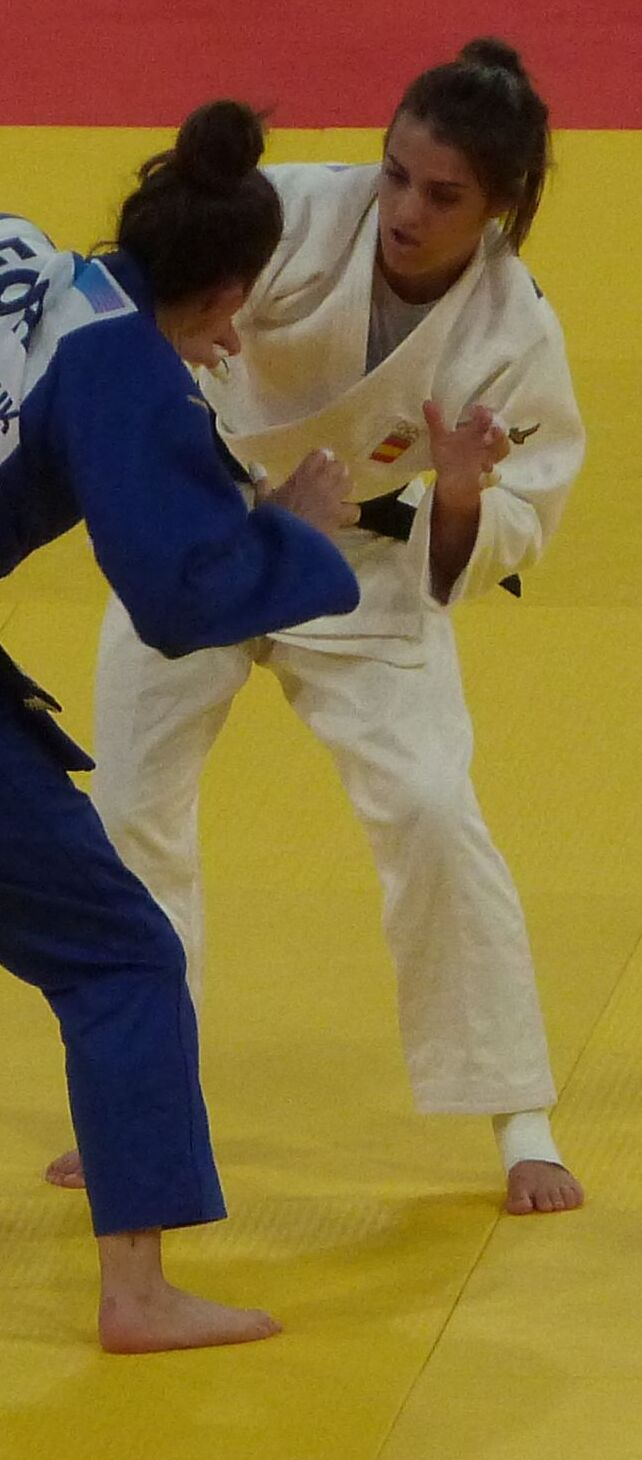
Ariane Tor in weiß bei den Olympischen Spielen in Paris

Ariane Toro Soler (* 10. Juli 2003 in Bilbao) ist eine spanische Judoka. 2024 wurde sie Europameisterschaftsdritte.

## Sportliche Karriere
Ariane Toro kämpft in der Gewichtsklasse bis 52 Kilogramm, dem Halbleichtgewicht. Sie war 2019 Fünfte der Kadetten-Weltmeisterschaften und 2021 Fünfte der Juniorenweltmeisterschaften. 2023 erreichte sie das Finale der Junioreneuropameisterschaften und verlor dort gegen die Italienerin Giulia Carnà.
Bei den Europameisterschaften 2023 in Montpellier schied Toro in ihrem Auftaktkampf gegen die Italienerin Odette Giuffrida aus. Nachdem Toro 2024 bei den Grand-Slam-Turnieren in Paris und Baku Dritte geworden war, gewann sie beim Turnier in Tiflis mit einem Finalsieg gegen die Kroatin Ana Viktorija Puljiz. Einen Monat später bei den Europameisterschaften in Zagreb unterlag Toro im Halbfinale der Kosovarin Distria Krasniqi. Im Kampf um Bronze bezwang sie die Zypriotin Sofia Asvesta. Bei den Olympischen Spielen in Paris schied Toro in ihrem Anfangskampf aus.